# Paul Maritz
Paul Alistair Maritz (Rhodesia Meridionale, 19 gennaio 1955) è un ingegnere e dirigente d'azienda statunitense.
Ha ricoperto ruoli di vertice in aziende quali Microsoft e EMC Corporation. Nel 2013 è stato nominato presidente di Pivotal Software.

## Biografia
Paul Maritz è nato e cresciuto in Rhodesia, nell'odierno Zimbabwe. La sua famiglia si trasferì in Sudafrica, dove frequentò la Highbury Preparatory School di Hilcrest, nella provincia di KwaZulu-Natal, e quindi l'Hilton College. Successivamente, conseguì il Bachelor of Science in informatica presso l'Università di Natal, perfezionadosi all'Università di Cape Town nel 1977.
Terminati gli studi, fu assunto come programmatore dalla Burroughs Corporation e poi come ricercatore presso l'Università di St. Andrews, in Scozia. Nel 1981, si trasferì nella Silicon Valley per unirsi a Intel, per la quale lavorò per cinque anni, occupandosi in particolare dello sviluppo di strumenti di sviluppo software per la nuova piattaforma x86. Nel 1986, entrò a far parte della famiglia di Microsoft, nella quale rimase fino al 2000.
Quin divenne vicepresidente esecutivo del gruppo di strategia e sviluppatori di piattaforme nonché membro del comitato direttivo, composto da cinque persone.  Voci non ufficiali affermano che fu a lungo il dirigente di terza posizione, dietro a Bill Gates e Steve Ballmer. Era responsabile di tutto il software desktop e server prodotto da Microsoft, incluso lo sviluppo di Windows 95, Windows NT e Internet Explorer.
Pochi mesi dopo aver testimoniato al processo intentato dall'antitrust dell'Unione Europea contro la Microsoft nel '99, a luglio, annunciò che avrebbe assunto un ruolo di minore importanza all'interno della compagnia, dalla quale rassegnò le dimissioni a settembre del 2000, in prossimità del lancio di Windows ME. A quel periodo della vita in Microsoft fu attribuita l'espressione "mangiare il proprio cibo per cani" (in lingua inglese: dogfooding), da lui coniata.

Secondo Steve Ballmer Maritz era «veramente un leader tra i leader». Di lui Bill Gates disse che «la visione e la conoscenza tecnologica di Paul hanno avuto un impatto notevole non solo su Microsoft ma sull'intera industria dei computer».
Nell'ottobre 2013, fu di nuovo candidato come amministratore delegato di Microsoft e come possibile successore di Ballmer.
Col supporto finanziario di Warburg Pincus, fondò la società Pi Corporation, che realizzò software per il sistema operativo Linux dalla propria sede operativa di Bangalore, in India.a. Quando Pi fu acquisita da EMC nel febbraio 2008, per un breve periodo Maritz fu il presidente e il direttore generale della divisione di cloud computing della nuova azienda.

L'8 luglio 2008 fu promosso al ruolo di amministratore delegato di Mware, una public company controllata da EMC, in sostituzione del co-fondatore ed ex CEO Diane Greene. Dopo aver triplicato fatturato e utili in un quadriennio,  il 1º settembre 2012 fu sostituito da Pat Gelsinger.
Nell'aprile 2013, fu comunicata alla stampa la sua nomina ad amministratore delegato di GoPivotal, Inc., un'impresa finanziata da General Electric, EMC e VMware, che diresse fino all'agosto del 2015.. Dopo aver rassegnato le dimissioni, annunciò che sarebbe rimasto CEO di Pivotals e mentore di altre società nelle quali aveva investito. Espresse pubblicamente anche il desiderio di lavorare per Mifos, una startup di servizi finanziari focalizzata sui Paesi in via di sviluppo. Dopo esser stato per vario tempo l'unica fonte di finanziamento, fu eletto presidente del suo direttivo di questa piattaforma open source.

## Attività filantropiche
Maritz è un angelo investitore della Apture, un servizio che permette a blogger ed editore di integrare contenuti multimediali all'interno delle loro pagine web. È presidente del consiglio di amministrazione della Grameen Foundation, che fornisce supporto alla microfinanza e sponsorizza progetti di sviluppo del Terzo Mondo. Maritz sii nteressa dei problemi della fauna selvatica e aiuta i Paesi in via di sviluppo a utilizzare la tecnologia per migliorare la vita umana e animale.